# Monumento a Torrijos
El monumento a Torrijos es un obelisco erigido en honor de José María de Torrijos y Uriarte en la Plaza de la Merced de la ciudad de Málaga, España. Diseñado por el arquitecto municipal Rafael Mitjana y Ardison, está considerado como el monumento civil urbano más importante y característico de Málaga del siglo XlX.

## Descripción
Concebido como un monumento funerario 11 años después de que Torrijos y sus 48 compañeros fueran fusilados entre la playa de San Andrés y la barriada de El Bulto el 11 de diciembre de 1831, se encuentra situado en medio de la plaza y rodeado por una verja. Consta de una cripta, donde se encuentran los restos de Torrijos, sobre la que se alza un pedestal de base cuadrada, que a su vez sostiene una esbelta pirámide de gran altura. La pirámide está decorada con una serie de coronas de bronce en forma de laurel en cada uno de sus cuatro lados y otra en el vértice. Cada corona está dedicada a cada una de las cuarenta y nueve víctimas del suceso. 

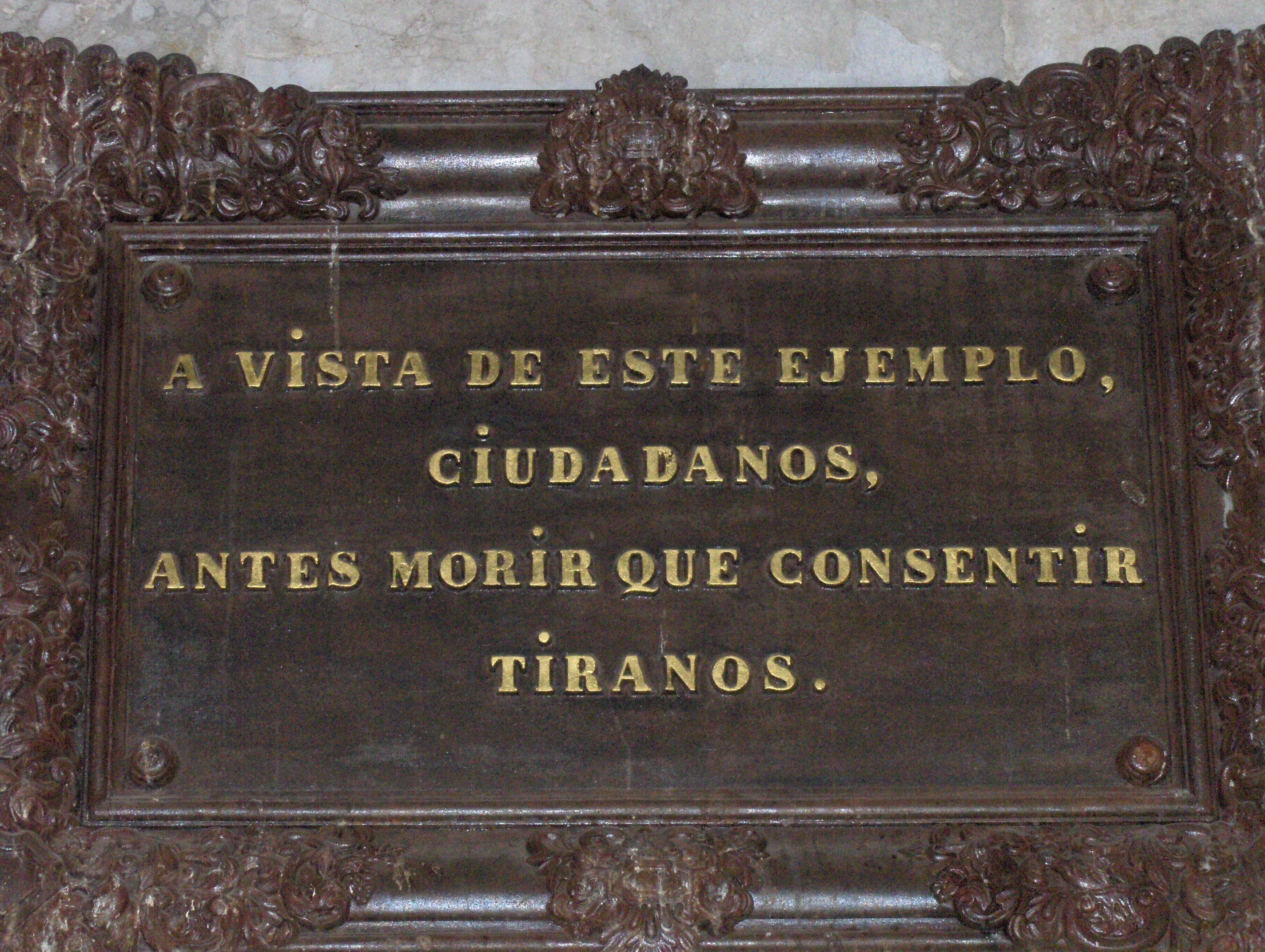
Dedicatoria de una de las placas del pedestal.

El pedestal consta de dos cuerpos superpuestos que soportan placas conmemorativas en cada uno de los cuatro lados. En el cuerpo superior las placas muestran los nombres de los caídos por la libertad. La parte inferior ostenta la dedicación del pueblo de Málaga.
Como dato curioso se puede observar que el bloque superior de piedra se encuentra ligeramente desplazado como consecuencia de un terremoto ocurrido en Málaga el 25 de diciembre de 1884. Las restauraciones posteriores del monumento han respetado este hecho que se considera un episodio más de la historia de Málaga.

## Historia
Aunque desde la muerte de Fernando VII existió la idea de levantar un monumento en la playa de San Andrés, en 1842 se propuso hacerlo en la entonces llamada Plaza de Riego, por ser un lugar ligado a la historia liberal de la ciudad. En un principio se propuso la utilización de una columna del Triunfo de la Inmaculada en Antequera, pero esta idea fue desechada en favor del obelisco por su carga simbólica de inmortalidad. Además, simbólicamente se utilizó la arena de la playa donde sucedieron los hechos para su construcción. 
El monumento fue costeado por suscripción popular y diversas rifas. Los cuerpos fueron trasladados desde el Cementerio de San Miguel y mediante unos actos fue inaugurado el monumento el 11 de diciembre de 1842.
Existe en Málaga un monumento conmemorativo situado en el lugar exacto donde ocurrieron los fusilamientos, en el paseo Marítimo Antonio Machado, entonces la playa de San Andrés.